# Nickolas Muray
Nickolas Muray (narozen jako Mandl Miklós; 15. února 1892 Szeged – 2. listopadu 1965 New York) byl americký fotograf narozený v Maďarsku a olympijský šermíř.

## Život a dílo
Muray se narodil v Segedíně a byl židovského původu. Jeho otec Samu Mandl byl poštovní pracovník a jeho matka Klara Lovit byla v domácnosti. V roce 1894 se přestěhovali do Budapěšti.
Navštěvoval školu grafického umění v Budapešti, kde studoval litografii, chemigrafii, a fotografii. Po získání mezinárodního certifikátu rytce absolvoval tříleté studium barevné chemigrafie v Berlíně, kde se mimo jiné naučil vyrábět barevné filtry. Na konci svého studia začal pracovat pro vydavatelství Ullstein. V roce 1913, v důsledku hrozby války v Evropě, se Muray vydal lodí do New Yorku, kde rychle našel práci jako barevný tiskař v Brooklynu.
V roce 1920 si otevřel vlastní portrétní ateliér ve svém domě v Greenwich Village, zatímco stále pracoval ve svém oboru jako tiskař a rytec. V roce 1921 získal zakázku od magazínu Harper's Bazaar na zhotovení portrétu herečky z Broadwaye Florence Reedové a brzy poté publikoval fotografie v časopisu každý měsíc a mohl si dovolit odejít ze zaměstnání rytce. V roce 1922 portrétoval tanečnici Deshu Delteilovou. V té době se potkal také s Ruth Harrietou Louiseovou, která měla původně ambice stát se malířkou. Ale po fotografické zkušenosti s Murayem se rozhodla jinak a stala se první fotografkou vedoucí portrétní studio americké mediální společnosti Metro-Goldwyn-Mayer (M.G.M.) v letech 1925–1930.
Velmi rychle se stal uznávaným portrétním fotografem, pořizoval portréty většiny celebrit New York City. V roce 1926 vyslal magazín Vanity Fair Muraye do Londýna, Paříže a Berlína, aby fotografoval tamější celebrity a v roce 1929 si pro stejný časopis portrétoval filmové hvězdy v Hollywoodu. Věnoval se také módní a reklamní fotografii. Jeho snímky byly publikovány v mnoha různých periodikách, včetně Vogue, Ladies' Home Journal nebo New York Times.
V letech 1920 až 1940 pořídil více než 10 000 portrétů. Jeho portréty Fridy Kahlo z roku 1938, pořízené v době, kdy Kahlo vystavovala v newyorské Julien Levy Gallery, se staly nejznámějšími a nejoblíbenějšími Murayovými portréty této umělkyně. Muray a Kahlo udržovali deset let milostný vztah, asi od roku 1931, poté co se Muray rozvedl se svou druhou manželkou a krátce po svatbě Kahlo s mexickými malířem Diego Riverou. Muray se potřetí oženil, Kahlo se s Riverou rozvedli a opět vzali. Muray se s ní chtěl oženit, ale když se ukázalo, že Kahlo chtěla Muraye pouze jako milence, Muray se s ní rozloučil nadobro a vzal si svou čtvrtou manželku, Peggy Murayovou. S Kahlo však zůstali dobrými přáteli až do její smrti v roce 1954.
Po zhroucení trhu se Murray odvrátil od celebrit a divadelních portrétů a stal se průkopníkem komerční fotografie, známým svými klasickými barevnými reklamními snímky. Je považován za mistra tříbarevného uhlotisku. Jeho posledním významným veřejným portrétem byl snímek Dwighta Davida Eisenhowera v 50. letech.

## Galerie

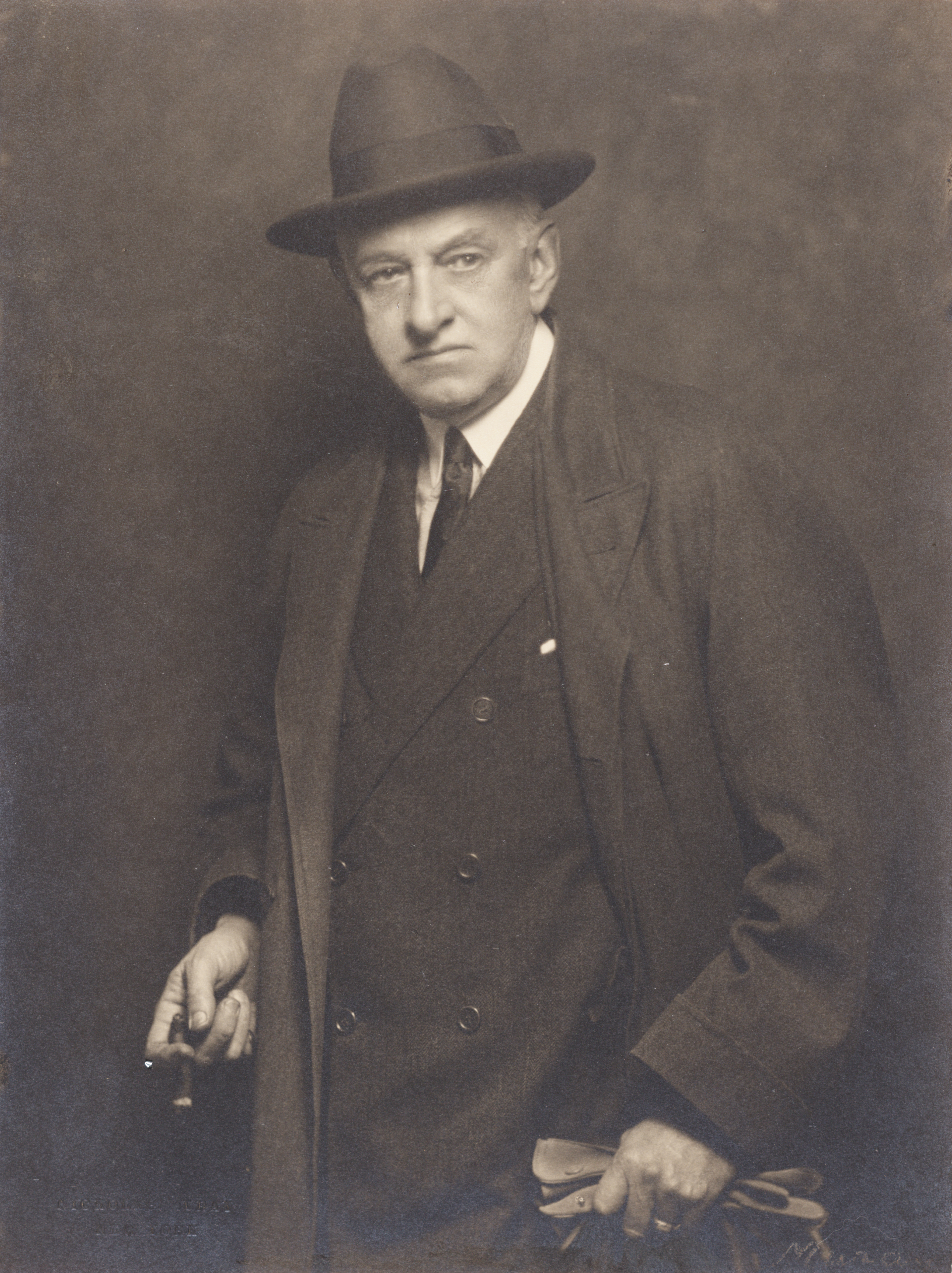
Americký malíř Willard Metcalf, asi 1920
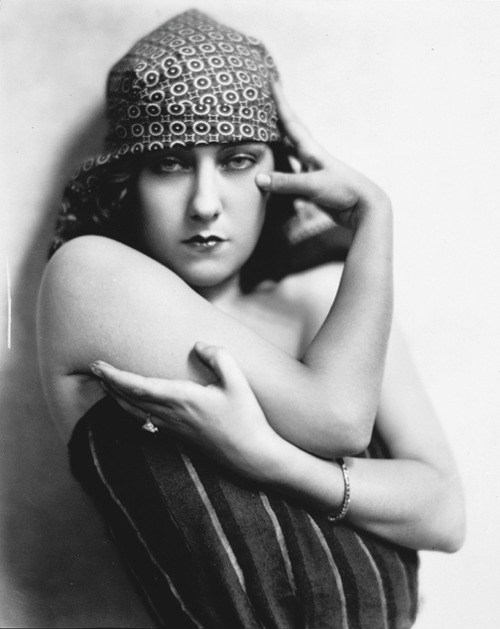
Gloria Swansonová, 1922
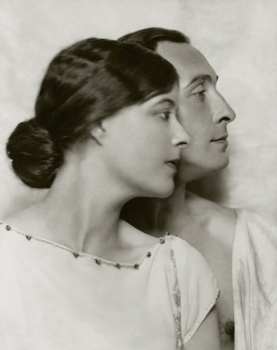
Elsie Mackayová a Lionel Atwill, Vanity Fair, prosinec 1922
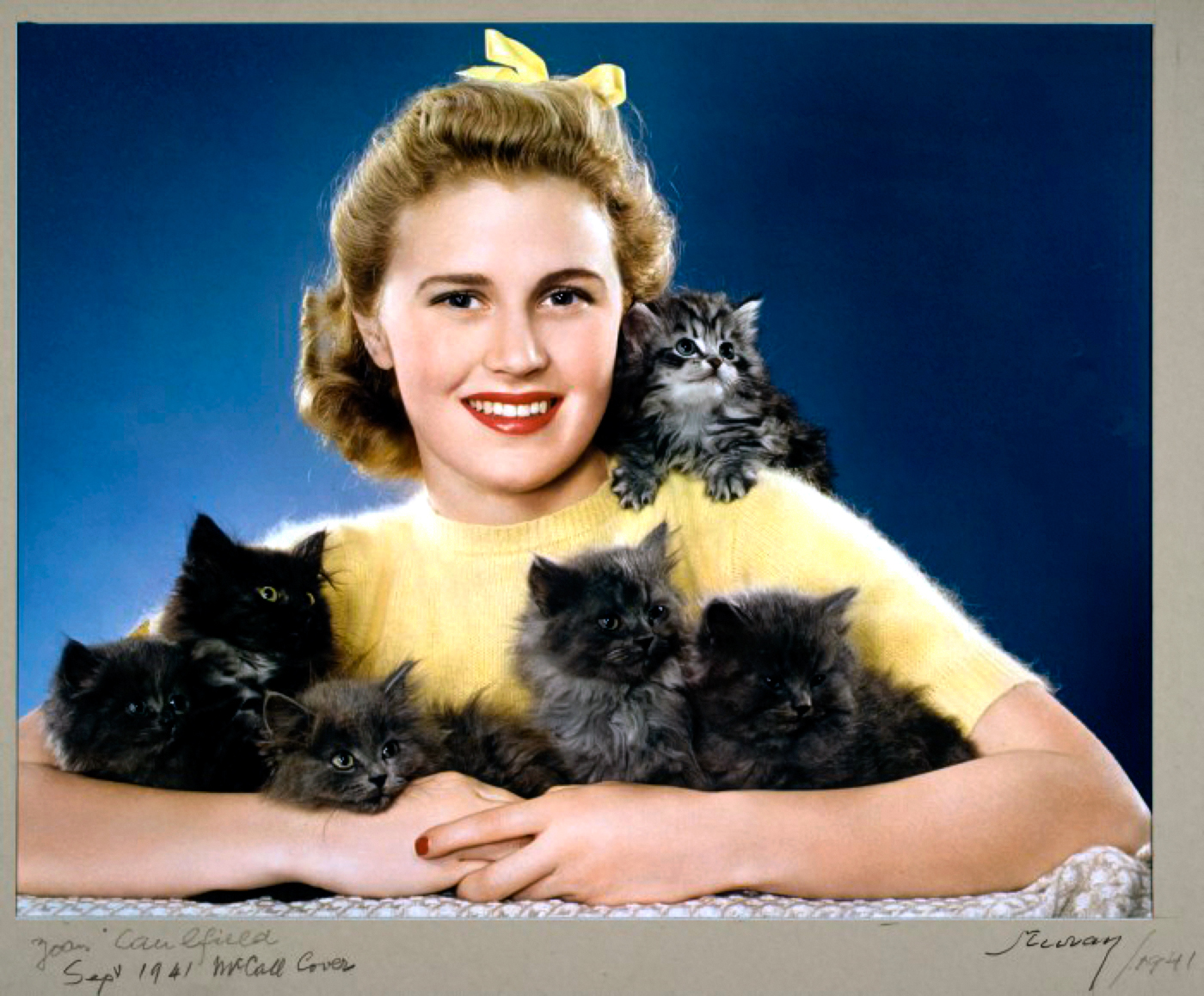
Joan Caulfieldová na obálce magazínu McCall's Magazine, 1941
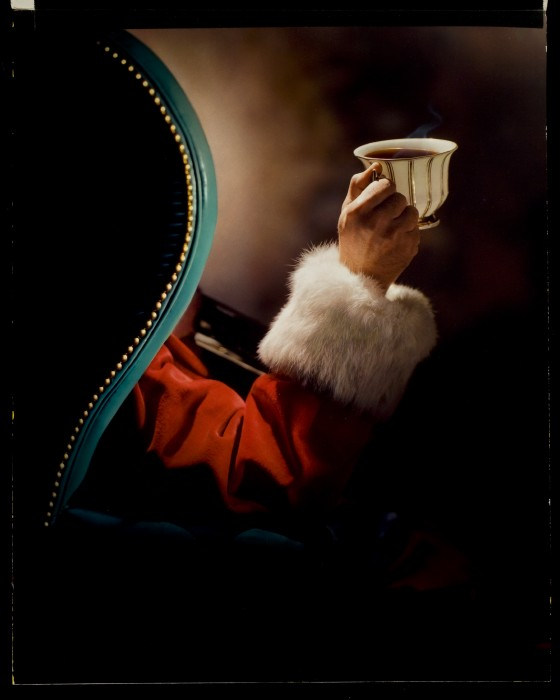
Santa Claus, reklama pro A&P Coffee, 1958
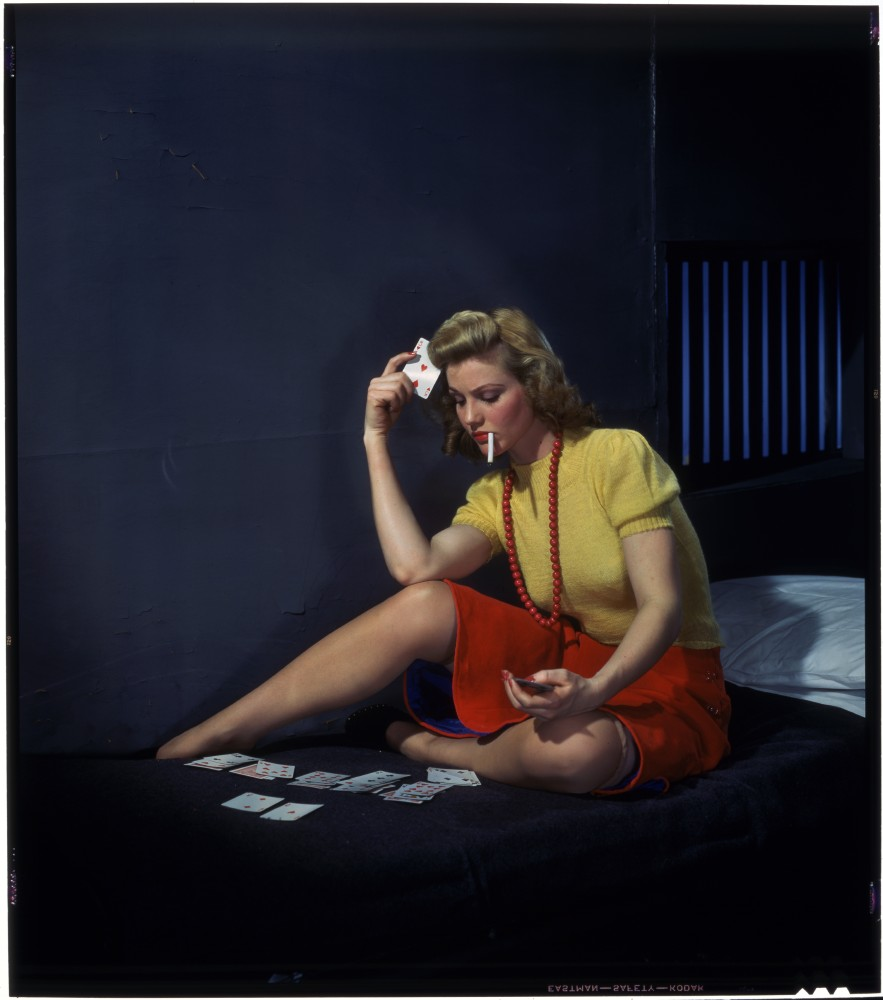
Žena v cele hraje solitaire, asi 1950
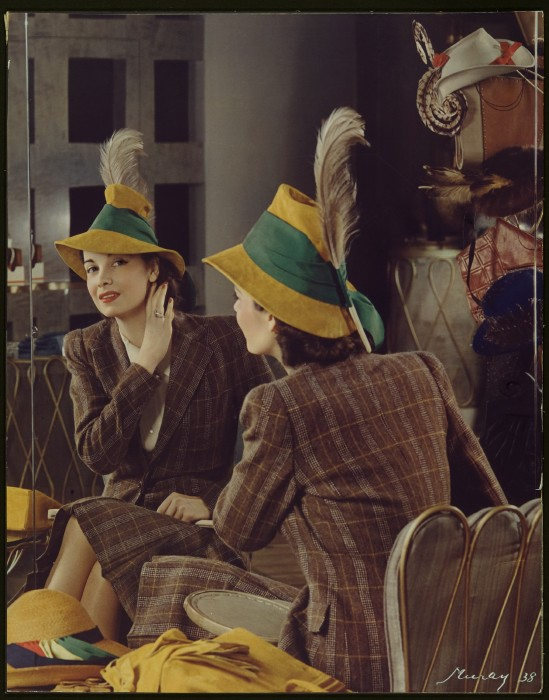
Dívka v kloboučku s perem, obálka McCall, 1938
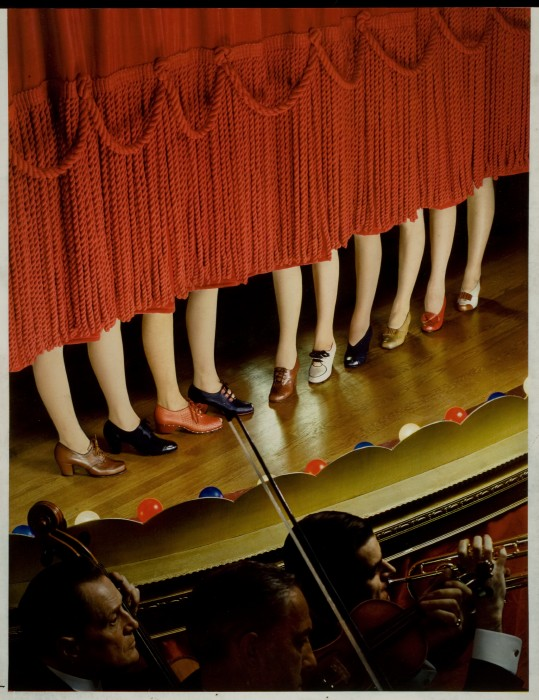
Obálka McCall Style & Beauty, 1942
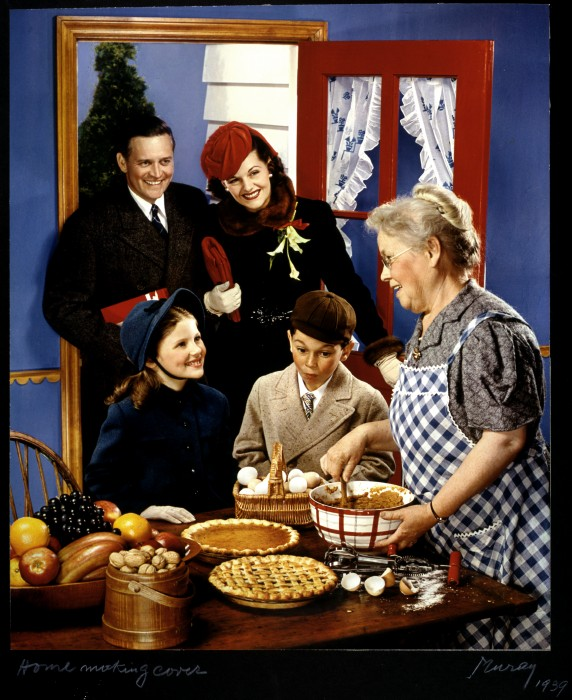
Rodina přišla do sváteční kuchyně, obálka McCall's magazine, 1939
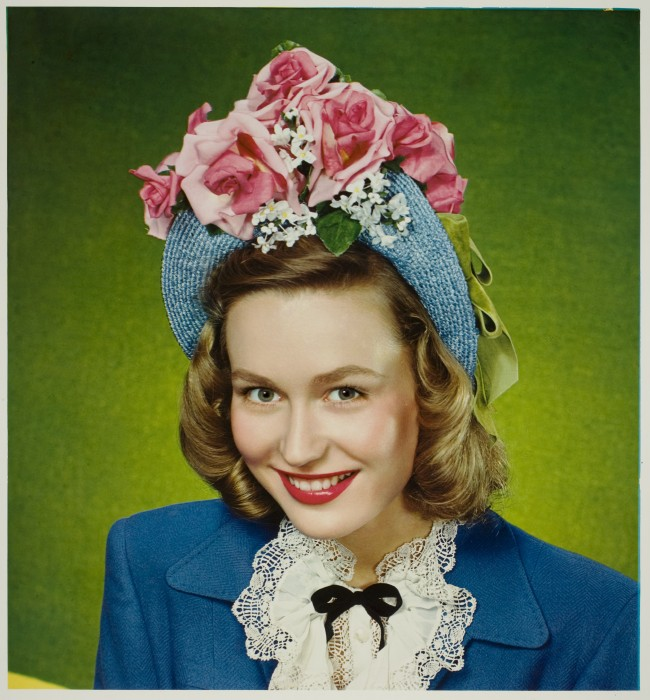
Velikonoční klobouček, Whitman Chocolates, 1945
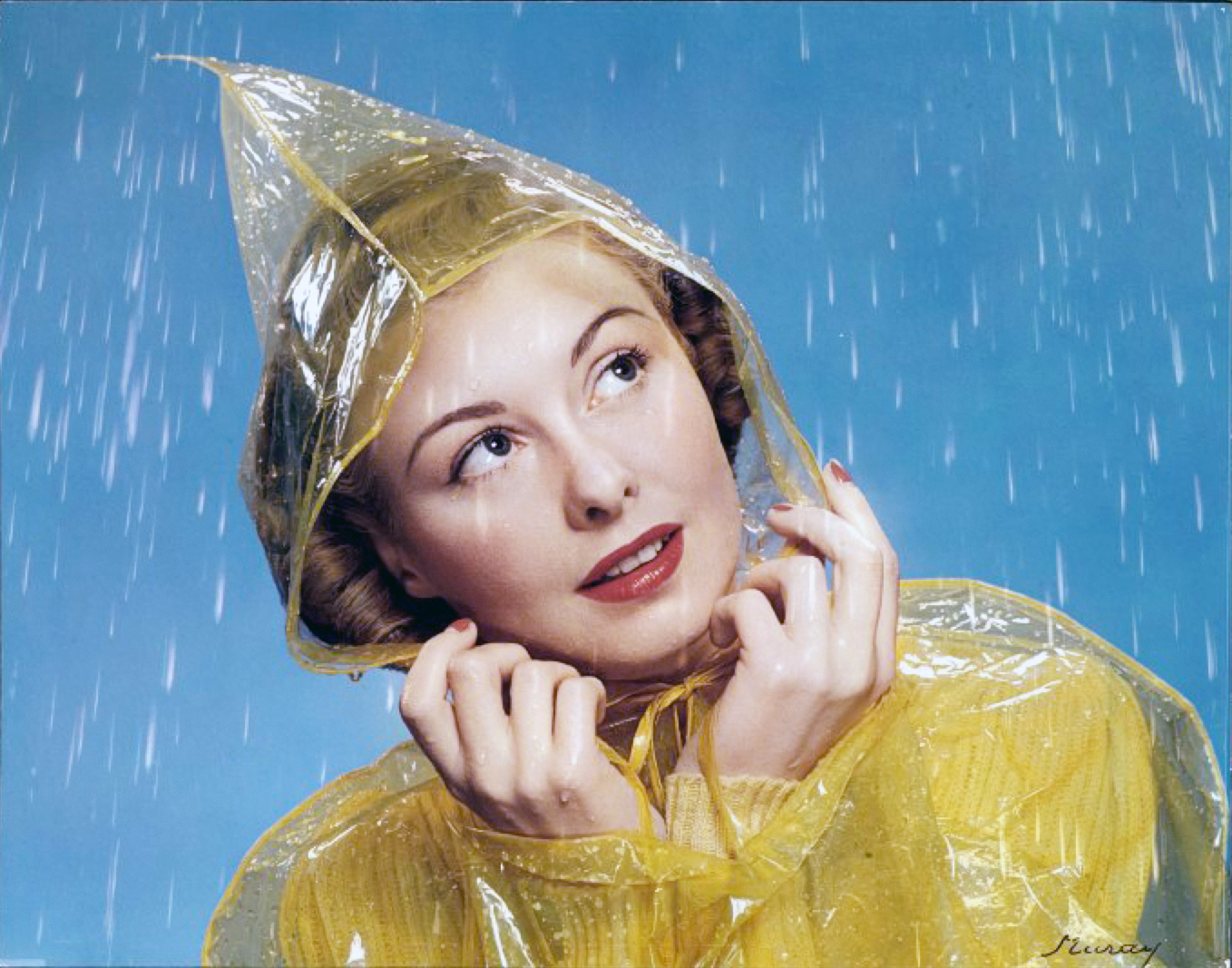
Dívka v dešti, obálka McCall's, 1943
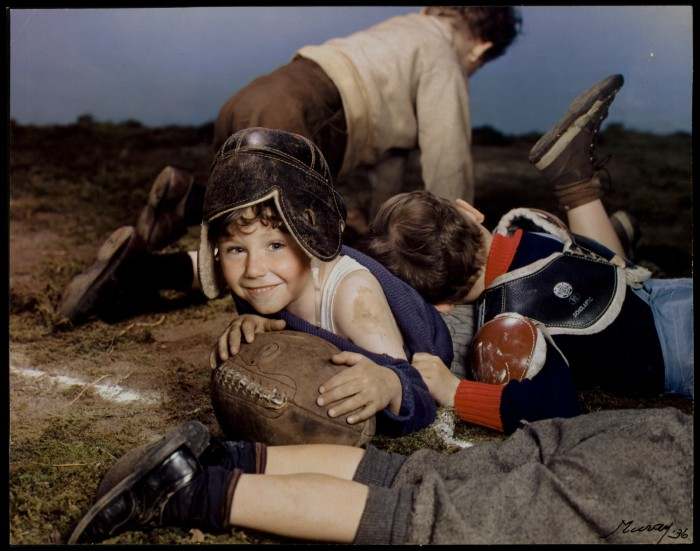
Chlapci hrají americký fotbal, Cream of Wheat, 1936
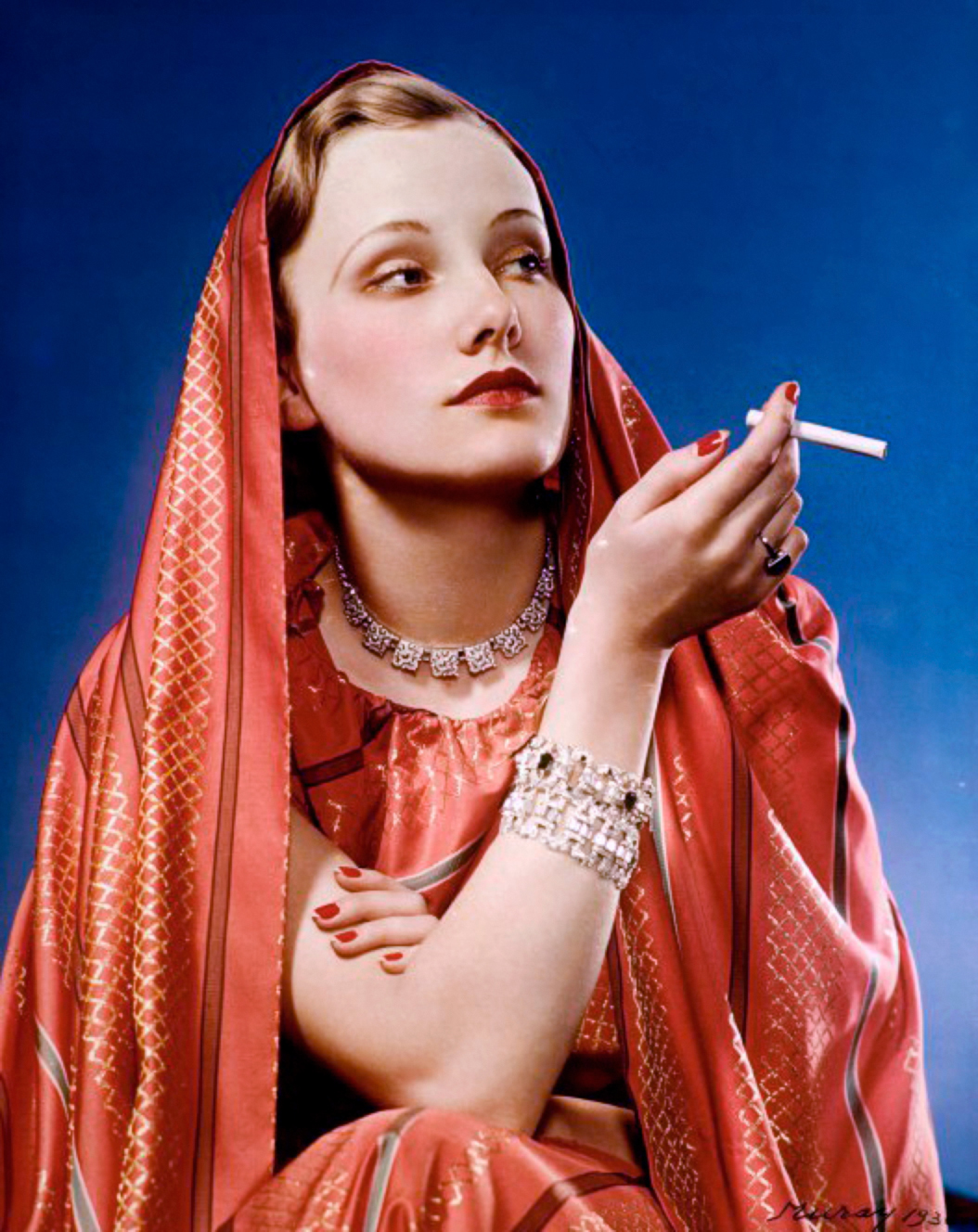
Dívka v červeném, reklamní fotografie na cigarety Lucky Strike, 1936